# Brillenvögel

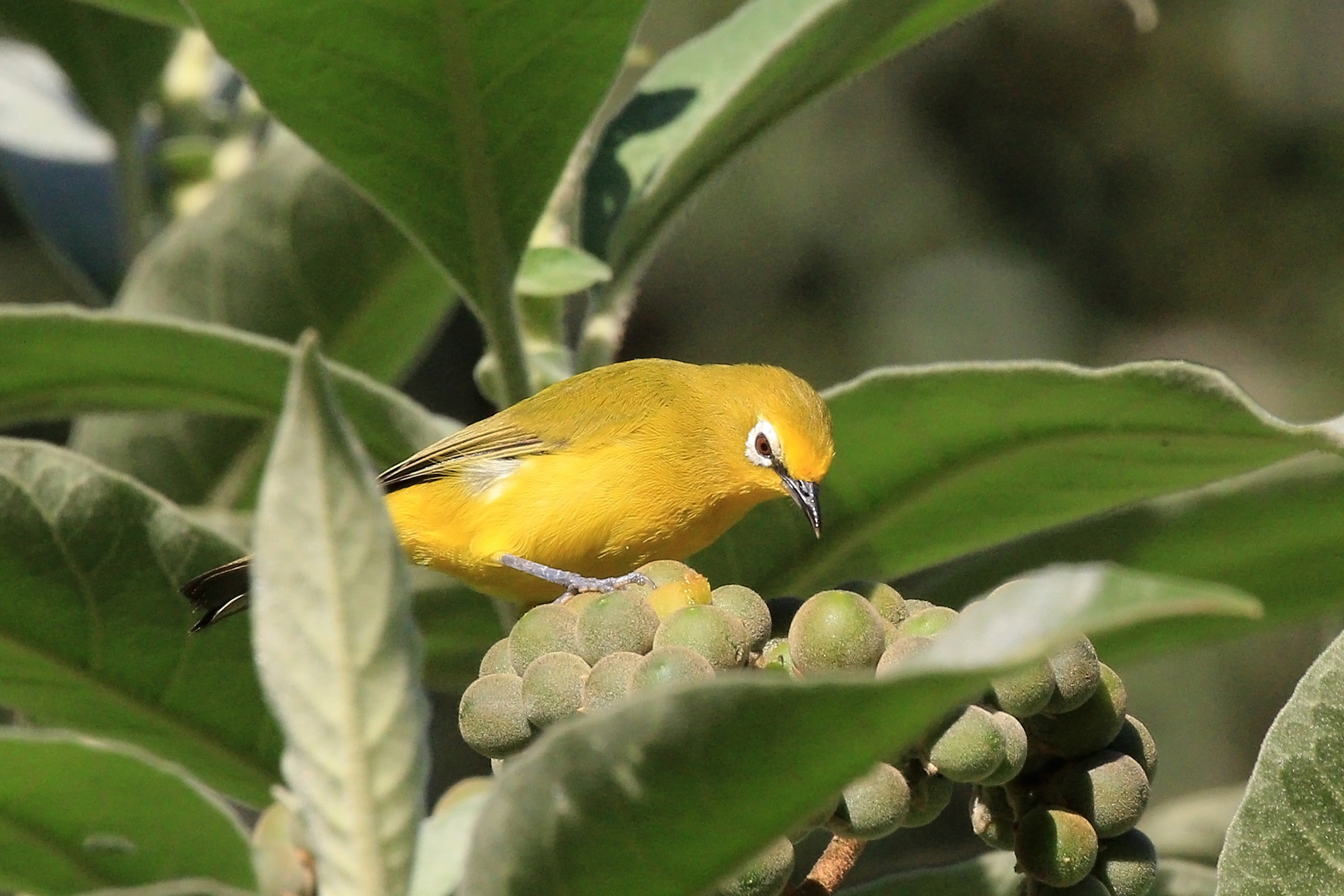
Senegalbrillenvogel

Die Brillenvögel (Zosteropidae) sind eine Singvogel-Familie in der Ordnung der Sperlingsvögel (Passeriformes).

## Beschreibung
Die Vögel sind klein und messen nur 10 bis 14 cm. Die Färbung der Oberseite ist meist graubraun bis olivgrün, der Bauch ist gelblich, grau oder weiß. Es gibt einige größere Arten, die auch matter gefärbt sind. Die Geschlechter unterscheiden sich äußerlich nicht. Die meisten Arten haben Ringe aus weißen Federn um die Augen, was zum deutschen Namen geführt hat. Sie verfügen über abgerundete Flügel, kurze Beine und einen kurzen, spitzen Schnabel. Die Geschlechter sind äußerlich kaum zu unterscheiden, während der Brutzeit sind jedoch die Männchen deutlich an ihrem Gesang zu erkennen. Da der Gesang vieler Arten als wohlklingend gilt, werden sie häufig als Käfigvögel gehalten, so z. B. der Ganges-Brillenvogel aus Indien und Sri Lanka.

## Vorkommen
Brillenvögel kommen in Afrika südlich der Sahara, auf dem Indischen Subkontinent, in Südostasien, im Süden von China, Japan und Korea, in Australien (nicht im trockenen Landesinnern), auf Neuseeland und auf zahlreichen Inseln im Pazifik vor. Dabei leben sie in verschiedenen Habitaten, von dichten Wäldern bis trockenem Buschland. Sie sind anpassungsfähig und oft auch in vom Menschen stark geprägten Gebieten zu finden, z. B. in städtischen Parks.

## Lebensweise
Alle Brillenvögel leben gesellig, außerhalb der Brutzeit trifft man sie in großen Scharen. Sie werden zum Teil sogar bekämpft, um Schäden an Gärten oder Plantagen zu verhindern. Dabei wird oft der Nutzen übersehen, da sie viele Schädlinge dezimieren. Sie sind keine guten Flieger und oft standorttreu. Einige Arten sind aber auch Zugvögel, wie z. B. der Rostflanken-Brillenvogel.
Sie ernähren sich von Insekten, Spinnen und kleinen Schnecken. Ist diese Nahrung knapp werden auch Früchte, Samen und Blütennektar aufgenommen. In Anpassung an die Aufnahme von Nektar ist ihre Zunge am Ende pinselartig aufgefächert.
Zur Brutzeit sucht jedes Paar ein eigenes Brutrevier. Die Nester werden auf Astgabeln oder in Büschen errichtet, sie bestehen aus feinen mit Spinnweben und anderem verflochtenen Grashalmen. Das Gelege besteht aus zwei bis fünf Eiern. Sie haben eine sehr kurze Brutzeit. Der Kap-Brillenvogel muss seine Eier nur etwas mehr als 10 Tage bebrüten, was die kürzeste bekannte Brutzeit aller Vögel ist (Stand 1981).

## Gattungen und Arten
Die Gruppe der Brillenvögel ist schwierig zu unterteilen, die meisten Arten gleichen sich im Aussehen und in der Lebensweise. Eine Ausnahme ist z. B. der in Borneo auf 4000 m Höhe lebende Schwarzring-Brillenvogel, dessen Augen nicht weiß, sondern schwarz gerändert sind. Oft leben sehr ähnliche Formen dicht beieinander, ohne sich zu vermischen, daher ist es schwer, Angaben zur Zahl der Gattungen und Arten zu machen.

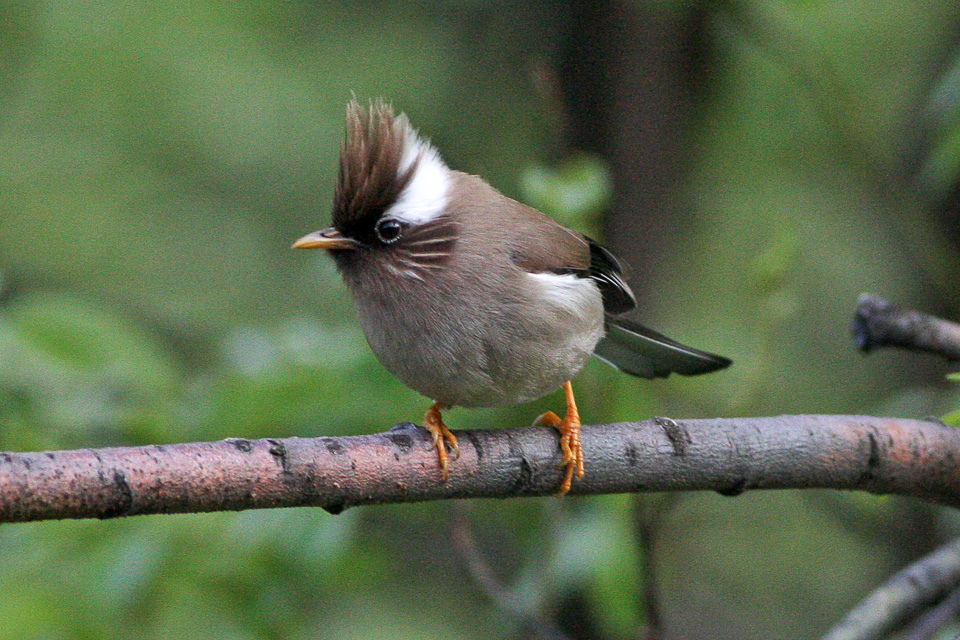
Diademyuhina (Parayuhina diademata)

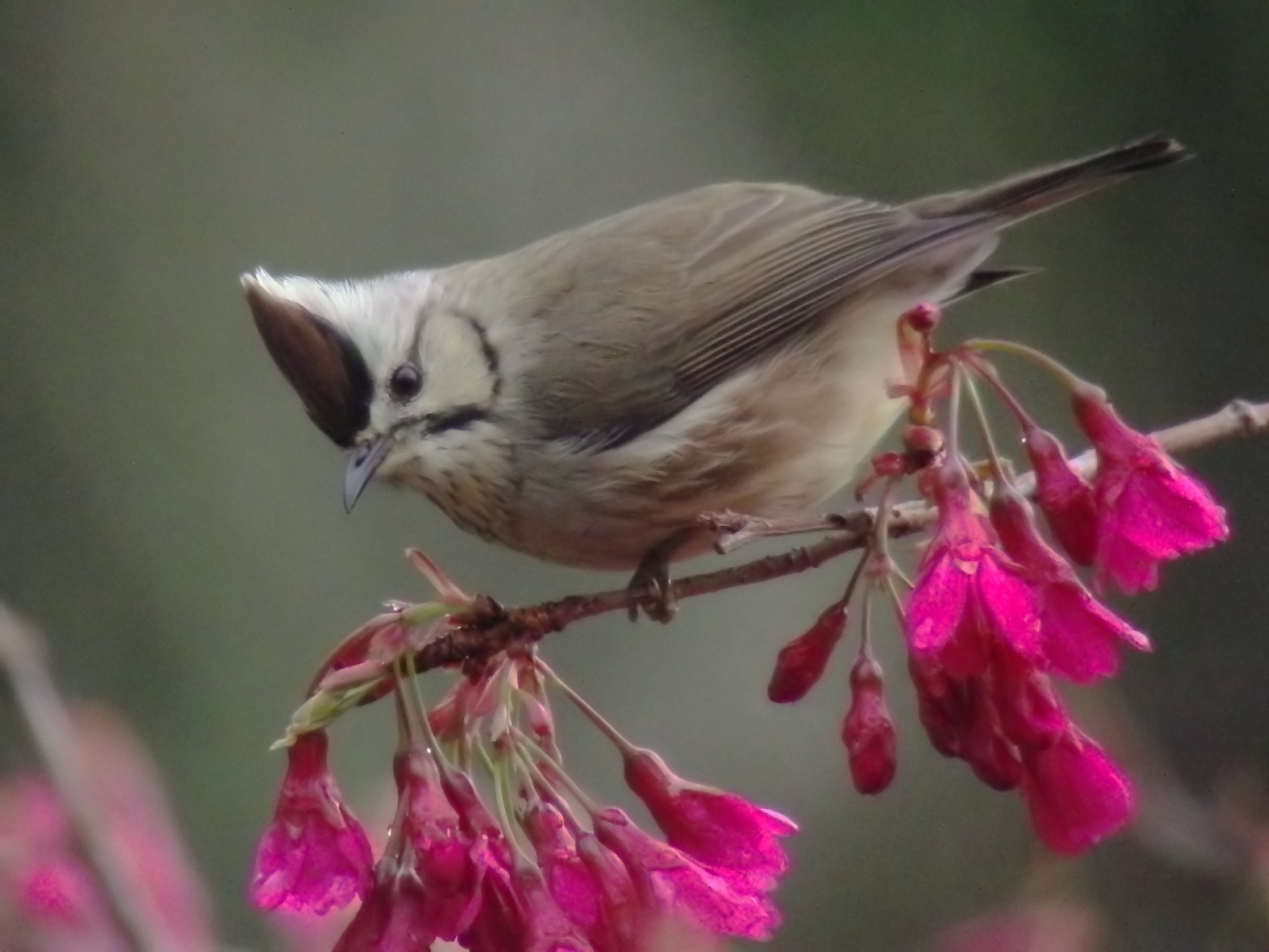
Braunscheitelyuhina (Yuhina brunneiceps)

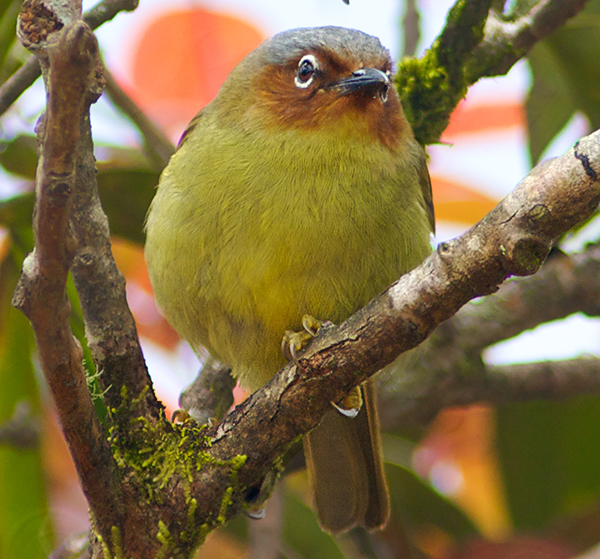
Rostgesicht-Streifenbrillenvogel (Zosterornis whiteheadi)

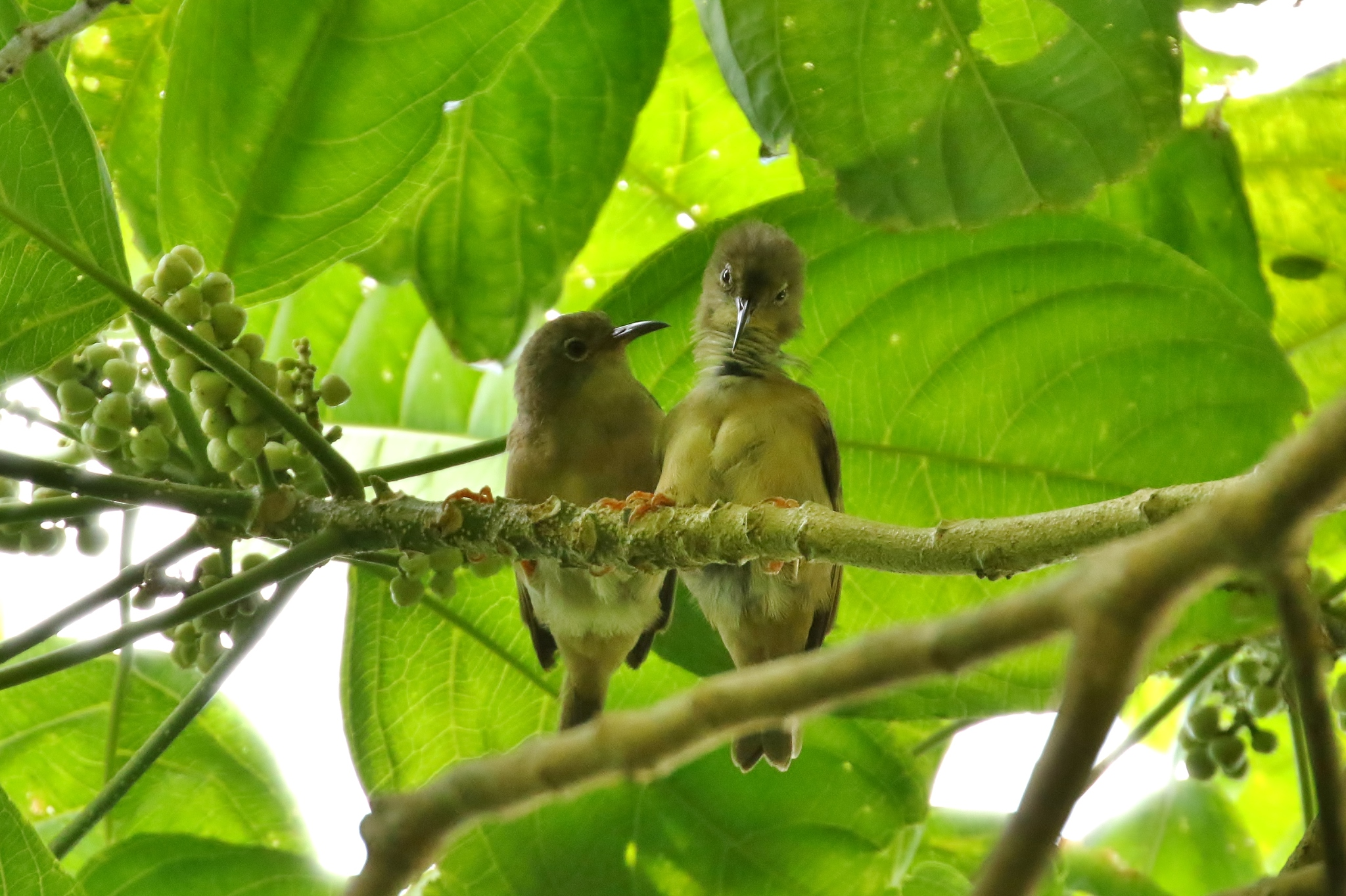
Langschnabel-Brillenvogel (Rukia longirostra)

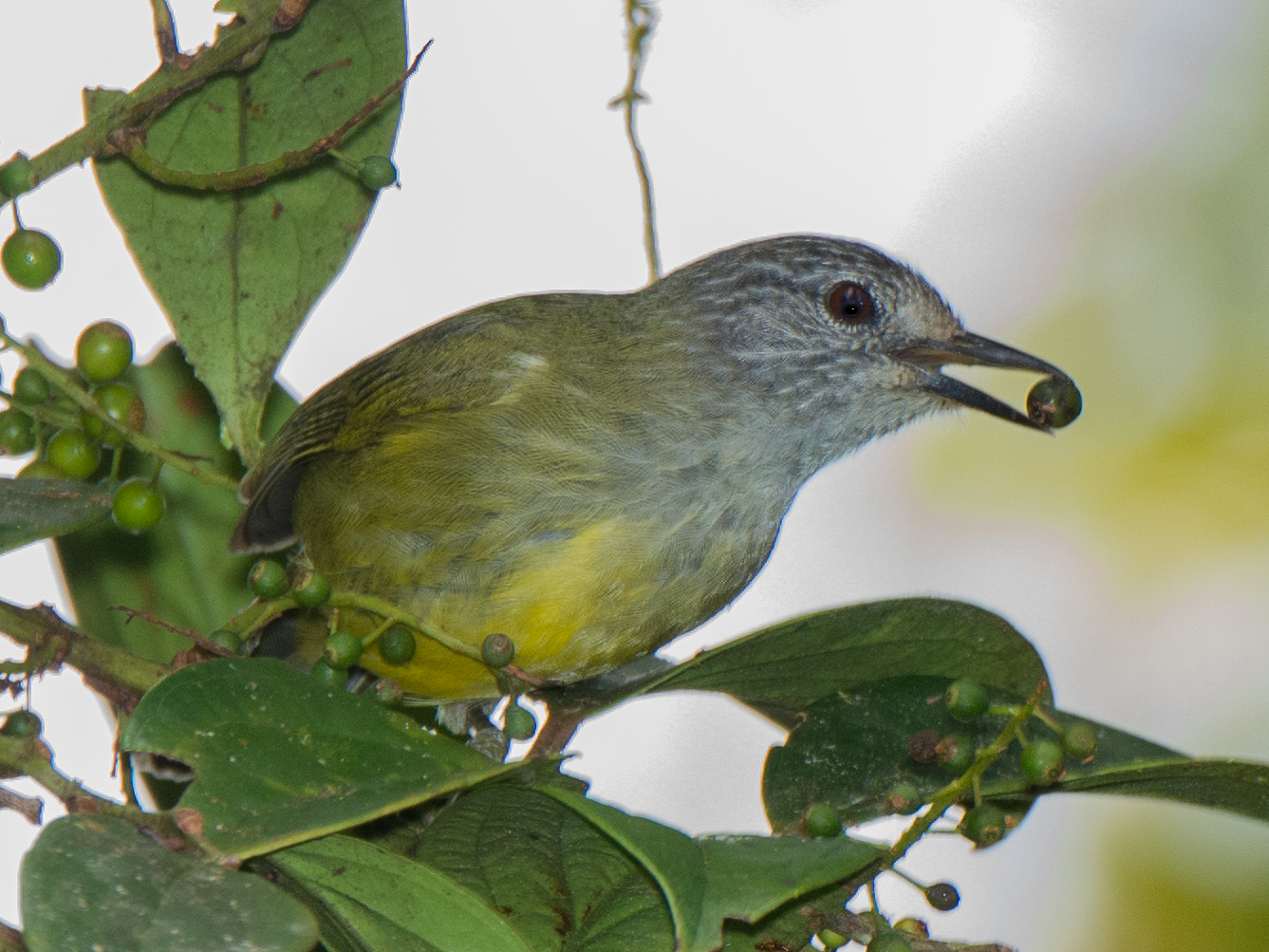
Zwergbrillenvogel (Heleia squamifrons)

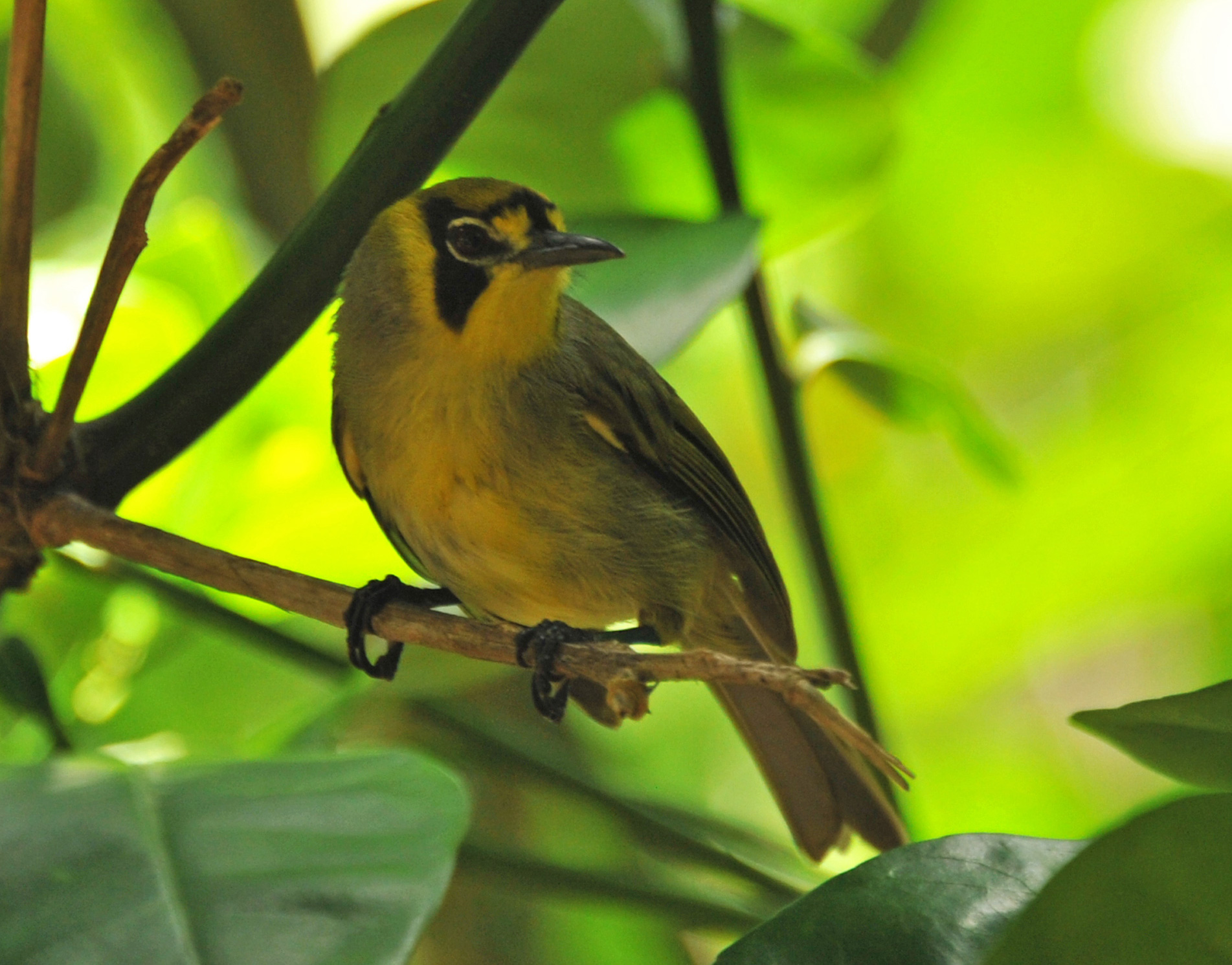
Bonin-Brillenvogel (Apalopteron familiare)

In der IOC World Bird List werden die folgenden Gattungen und Arten unterschieden:
- Parayuhina
  - Diademyuhina (Parayuhina diademata)
- Staphida
  - Rotschopfyuhina (Staphida everetti)
  - Rotohryuhina (Staphida castaniceps)
  - Kastanienohryuhina (Staphida torqueola)
- Yuhina
  - Meisenyuhina (Yuhina nigrimenta)
  - Braunscheitelyuhina (Yuhina brunneiceps)
  - Gelbnackenyuhina (Yuhina flavicollis)
  - Graunackenyuhina (Yuhina humilis)
  - Rotkopfyuhina (Yuhina bakeri)
  - Kehlstreifenyuhina (Yuhina gularis)
  - Rotsteißyuhina (Yuhina occipitalis)
- Dasycrotapha
  - Goldstirn-Brillenvogel (Dasycrotapha speciosa)
  - Koboldbrillenvogel (Dasycrotapha pygmaea)
  - Mindanaobrillenvogel (Dasycrotapha plateni)
- Sterrhoptilus
  - Gelbkehl-Brillenvogel (Sterrhoptilus capitalis)
  - Goldkappen-Brillenvogel (Sterrhoptilus dennistouni)
  - Schwarzstirn-Brillenvogel (Sterrhoptilus affinis)
  - Schwarzkappen-Brillenvogel (Sterrhoptilus nigrocapitatus)
- Zosterornis
  - Palawan-Streifenbrillenvogel (Zosterornis hypogrammicus)
  - Luzon-Streifenbrillenvogel (Zosterornis striatus)
  - Rostgesicht-Streifenbrillenvogel (Zosterornis whiteheadi)
  - Panay-Streifenbrillenvogel (Zosterornis latistriatus)
  - Negros-Streifenbrillenvogel (Zosterornis nigrorum)
- Cleptornis
  - Goldbrillenvogel (Cleptornis marchei)
- Rukia
  - Langschnabel-Brillenvogel (Rukia longirostra)
  - Trukbrillenvogel (Rukia ruki)
- Megazosterops
  - Bronzebrillenvogel (Megazosterops palauensis)
- Heleia
  - Javabrillenvogel (Heleia javanicus)
  - Pinaiabrillenvogel (Heleia pinaiae)
  - Zwergbrillenvogel (Heleia squamifrons)
  - Gnomenbrillenvogel (Heleia goodfellowi)
  - Schuppenkopf-Brillenvogel (Heleia squamiceps)
  - Gelbbrauen-Brillenvogel (Heleia superciliaris)
  - Schopfbrillenvogel (Heleia dohertyi)
  - Fleckenbrust-Brillenvogel (Heleia muelleri)
  - Nacktaugen-Brillenvogel (Heleia crassirostris)
  - Gelbring-Brillenvogel (Heleia wallacei)
- Apalopteron
  - Bonin-Brillenvogel (Apalopteron familiare)
- Tephrozosterops
  - Kakopibrillenvogel (Tephrozosterops stalkeri)
- Zosterops
  - über 100 Arten

## Nachweise
- Das moderne Tierlexikon. Verlagsgruppe Bertelsmann, Band 2, 1981

1. 1 2  David W. Winkler, Shawn M. Billerman, Irby J. Lovette: Bird Families of the World: A Guide to the Spectacular Diversity of Birds. Lynx Edicions (2015), ISBN 978-84-941892-0-3. S. 450 u. 451.
2. ↑  Frank Gill, David Donsker & Pamela Rasmussen (Hrsg.): Sylviid babblers, parrotbills, white-eyes IOC World Bird List Version 13.1.